# Harlem Spartans
Harlem Spartans – brytyjski kolektyw hip-hopowy, powstały w Kennington w południowym Londynie. Piosenki członków Harlem Spartans wygenerowały ponad 100 milionów odtworzeń. Człon nazwy „Harlem”, jest przydomkiem, którym jest nazywany ich lokalny teren – Kennington. Policja przekonuje, że Harlem Spartans są gangiem, lecz sami artyści zaprzeczyli temu stwierdzeniu.

## Historia

### Początki (2014–2018)
Członkowie Harlem Spartans zaczęli tworzyć muzykę w 2014, korzystając z lokalnego Centrum Młodzieżowego jako studia. Większość z nich pochodzi z Kennington i uczęszczało lub uczęszcza do Tenison's School w Oval. Tak jak inne utwory z gatunku UK drill, muzyka Spartans zawiera wiele odniesień do ich lokalnego rejonu, przemocy, walk gangów i bardzo często jest przesiąknięta slangiem.
Grupa Harlem Spartans jest znana z beefu z grupą 410 pochodzącą z Myatt's Fields w Brixton. Beef został ukazany poprzez wielokrotne dissy, a czasami poprzez fizyczne starcia. Członkowie grupy 410, duo AM & Skengdo otrzymali policyjny zakaz wkraczania do Kennington oraz wspominania członków Harlem Spartans w swoich piosenkach.

### Sukces i sława (od 2018)
Znane piosenki grupy to m.in. „Call Me a Spartan”, „Kennington Where It Started” czy piosenki artysty Loskiego „Cool Kid”, „Hazards”, „Forrest Gump” (pierwszy jego utwór, który znalazł się na notowaniach UK Singles Charts). W kwietniu 2018 roku Loski wydał album „Call me Loose”. W 2019 wydał drugi album zatytułowany „Mad Move”. W 2020 roku Loski wydał swój trzeci album „Music, Trial & Trauma: A Drill Story”.
Kanadyjski artysta Drake publicznie przyznał, że jest fanem Harlem Spartans i publikował teksty ich piosenek na swoich mediach społecznościowych. W 2019 wystąpił na scenie razem z Loskim. Drake przyznał, że twórczość Loskiego miała wpływ na album Drake’a „Scorpion”.

## Członkowie kolektywu
Lista poniżej przedstawia potwierdzonych członków Harlem Spartans:
- Active/Aydee[2][15]
- Anwar[6]
- Bellz[6]
- Blanco[13][14]
- G Smarko[16]
- JoJo[17]
- LM/Trapfit[18]
- Loski[4][15]
- MizOrMac[4][15]
- Naghz Max/NM[2][18]
- Ondrills[16][18]
- D1/Phineas[19]
- Sav[2]
- Scratcha[16]
- SD[16]
- ST[2]
- Snow[2]
- TY[2]
- TG Millian[15]

- Zico[15]

### Byli członkowie
- Bis (zmarły)[15][20]
- S.A/Splash Addict/Latz (zmarły)[17][20][21]

## Kontrowersje

### Śmierć Splash Addicta (S.A)
Latwaan Griffiths, szerzej znany jako Splash Addict (S.A) lub Latz, został znaleziony z wieloma ranami kłutymi, gdy został zrzucony z tyłu skutera w Camberwell w gminie Southwark 25 lipca 2018 roku. Miał 18 lat. Następnego dnia, 17 latek został zatrzymany w związku z morderstwem. Wieczorem tego samego dnia, domy należące (według Policji) do członków 410 zostały ostrzelane. Jeden z członków 410 zaatakował członka Harlem Spartans metalowym drągiem w poczekalni więzienia Thameside.

### Śmierć Bisa
6 grudnia 2019 roku, Crosslon Davis, znany jako Bis, został wielokrotnie dźgnięty i zamordowany w Deptford w gminie Lewisham w południowo-wschodnim Londynie. Atak rozpoczął się, gdy Davis zaatakował drewnianym młotkiem Elijaha Morgana, który razem z Jedaiahem Paramem wsiadał do taksówki, mieli oni bez szacunku wypowiadać się o śmierci Latwaana Griffithsa – przyjaciela Davisa. Taksówka przejechała krótki dystans, lecz kierowca dostał instrukcję, aby się zatrzymać. Morgan i Param wysiedli i zaczęli gonić Davisa. Nagranie z kamer monitoringu pokazało, jak Morgan i Param oraz dwóch innych niezidentyfikowanych mężczyzn, z których wszyscy byli uzbrojeni w noże lub maczety, goniła Davisa. Przyjaciel Davisa chciał rozdzielić go od atakujących, lecz został obezwładniony. Wszyscy z czterech goniących przystąpili do sztyletowania Davisa, który upadł na ziemię.
Pomimo starań wezwanych na scenę ratowników, Crosslon Davis zmarł z powodu utraty dużej ilości krwi. Na jego ciele znaleziono 9 ran kłutych, z czego jedna wskazywała na penetrację płuca i serca. Davis został uznany za martwego o 3:30. Miał 20 lat. Dwudziestoletni Elijah Morgan i dwudziestojednoletni Jedaiah Param zostali uznani winnymi morderstwa i 19 kwietnia 2021 roku skazani na minimum 28 lat więzienia.

### Aresztowanie TG Milliana
Samsondeen Falolu, znany jako TG Millian, został skazany na 12 lat więzienia w 2017 roku, po tym jak dźgnął członka przeciwnego gangu po pościgu samochodowym. Podczas tego incydentu, Falolu wbił się w samochód 24 latka i wielokrotnie go dźgnął. Przebywając w więzieniu wstawił wiele filmów (w tym freestyle dissy) na swoje media społecznościowe. W jednym z filmów nagrał siebie i innych współwięźniów przeprowadzających zamieszki w więzieniu. TG Millian prowadził zweryfikowane Instagramowe konto, które jednak zostało usunięte przez serwis w konsultacji z Ministerstwem Sprawiedliwości. Falolu został też brutalnie pobity przez współwięźniów, jednym ze sprawców miał być raper, członek innego gangu z południowego Londynu, Burner. Pobicie zostało nagrane, a wideo opublikowane na serwisie YouTube.

### Aresztowanie MizOrMaca i Blanco
Mucktar Khan, znany jako MizOrMac razem z Joshua Eduardo znanym jako Blanco zostali zatrzymani 15 lutego 2017 roku, kiedy taksówka którą jechali została zatrzymana przez policję. Policja po przeszukaniu obu muzyków znalazła załadowany pistolet i katanę, którą Eduardo próbował ukryć w spodniach. Khan miał też założoną kamizelkę kuloodporną oraz kominiarkę. 9 lutego 2018 roku MizOrMac został skazany na 6 lat więzienia za posiadanie broni palnej i niebezpiecznej broni w miejscu publicznym. Blanco został skazany na 3,5 roku więzienia. 11 grudnia 2020 roku, po zwolnieniu warunkowym, MizOrMac ogłosił, że zostało ono odwołane.

### Aresztowanie Loskiego
W 2016 roku Jyrelle O’Connor znany jako Loski został skazany za posiadanie noża. W 2018 został aresztowany za posiadanie broni palnej. Został skazany dopiero w 2023 roku na 7 lat więzienia.